# 蘇進 (明朝)
蘇進（？—？），字汝才，號健吾，河南開封府祥符縣人，明朝政治人物。

## 生平
萬曆二十五年（1597年）丁酉科河南鄉試舉人，三十二年（1604年）甲辰科進士。刑部觀政，授陝西韓城縣知縣，兩次任陝西鄉試同考官，三十七年（1609年）丁憂，補山東長山縣知縣，四十年（1612年）升南京吏部主事，四十四年（1616年）升郎中，四十六年（1618年）升浙江寧台道副使，天啟元年（1621年）升湖廣右參政，三年（1623年）升江西按察使，五年（1625年）以舉卓異，賜宴禮部，升廣東右布政使，六年（1626年）升山西左布政使，崇禎元年（1628年）升光祿寺卿，三年（1630年）致仕。

## 家族
曾祖蘇鑑；祖父蘇河；父蘇實，母嚴氏。妻朱氏。